# Caesar (ator pornô)
Derek Michaels (conhecido como Caesar) é um ator pornográfico de filmes voltados para o público gay. Ele lançou sua própria produtora chamada "CaesarWorld Productions" em 2006. O ator nasceu em  Elkhart, Indiana e se identifica apenas como  "sexual" acima de qualquer orientação. 

## Prêmios e indicações
- Men in Video Awards de 199 como Hottest Rising Star e Nastiest Orgy por "Caesar's Hardhat Gangbang" (Men of Odyssey).[5]

- GayVN Awards de 2001 com  Best Newcomer[6] e Best Ethnic-Themed Video por "Caesar's Hardhat Gangbang" (Men of Odyssey)[7]

- Grabby Awards de 2001 como Best Performer.[8]

- GayVN Awards de 2002 como  Best Actor em "Cowboy" (Big Blue Productions).[9]

Caesar venceu o ator  Stonie como Best Newcomer no GayVN Award de 2001 e contracenou com o ator em "Caesar's Hardhat Gangbang", a qual ganhou como  Best Ethnic-Themed Video.

## Videografia selecionada
| Film                | Year |
| ------------------- | ---- |
| Cadet               | 1998 |
| Hail Caesar         | 1999 |
| Bad Behavior        | 2000 |
| Coach               | 2001 |
| Cowboy              | 2002 |
| Caesar's Heat       | 2006 |
| Bare Handed Knights | 2007 |